# Veliko Laole
Veliko Laole (em cirílico:Велико Лаоле) é uma vila da Sérvia localizada no município de Petrovac na Mlavi, pertencente ao distrito de Braničevo, na região de Mlava. A sua população era de 1746 habitantes segundo o censo de 2009.

## Demografia
| 1948  | 1953  | 1961  | 1971  | 1981  | 1991  | 2002  | 2009  |
| ----- | ----- | ----- | ----- | ----- | ----- | ----- | ----- |
| 2 940 | 3 076 | 3 143 | 2 951 | 2 910 | 2 694 | 1 925 | 1 746 |